# Whistle Rymes
Whistle Rymes es el segundo álbum de estudio del músico británico John Entwistle, publicado por la compañía discográfica Track Records en mayo de 1972. 

## Lista de canciones
Todas las canciones escritas y compuestas por John Entwistle. 
| N.º | Título                          | Duración |  |
| 1.  | «Ten Little Friends»            | 4:03     |  |
| 2.  | «Apron Strings»                 | 3:47     |  |
| 3.  | «I Feel Better»                 | 4:46     |  |
| 4.  | «Thinkin' It Over»              | 3:12     |  |
| 5.  | «Who Cares?»                    | 4:28     |  |
| 6.  | «I Wonder»                      | 2:58     |  |
| 7.  | «I Was Just Being Friendly»     | 3:33     |  |
| 8.  | «The Window Shopper»            | 3:28     |  |
| 9.  | «I Found Out»                   | 3:51     |  |
| 10. | «Nightmare (Please Wake Me Up)» | 6:16     |  |

| Temas extra |                             |          |  |
| N.º         | Título                      | Duración |  |
| 1.          | «I Wonder» (Demo)           | 2:52     |  |
| 2.          | «All Dressed Up» (Demo)     | 2:53     |  |
| 3.          | «Back on the Road» (Demo)   | 3:53     |  |
| 4.          | «Countryside Boogie» (Demo) | 4:28     |  |

## Personal
- John Entwistle: bajo, teclados,  sintetizador, trompeta, piano y trompa
- Peter Frampton: guitarra
- John Weider: violín y coros
- Keith Moon: percusión
- Rod Coombes: batería
- Jimmy McCulloch: guitarra
- Neil Sheppard: teclados
- Bryan Williams: teclados y trombón
- Alan Ross: guitarra acústica
- Graham Deakin: batería

## Posición en listas
| País           | Lista         | Posición |
| -------------- | ------------- | -------- |
| Estados Unidos | Billboard 200 | 138      |